# Светислав Станчић
Светислав Станчић (Загреб, 7. јул 1895 — Загреб, 7. јануар 1970) био је хрватски пијаниста, композитор и клавирски педагог.
Подучавао је бројне пијанисте (Лорковић, Кунц, Мачек, Муслин, Мирјана Вукдраговић, Мураи и други). За успешан рад и постигнуте успехе је неколико пута награђиван, а године 1961. добио је из фонда Владимира Назора, награду за животно дело. И друго признање није изостало: био је редован члан Југословенске академије науке и уметности. 